# Joaquim Pou
Joaquim Pou (Vic, 1749 - Barcelona, 3 de juny de 1809) fou un heroi de la guerra del Francès.
Sacerdot, havia estat rector de l'església de la Ciutadella i sembla que fou el principal organitzador de la fracassada Conspiració de l'Ascensió del dia 11 de maig de 1809, dijous de l'Ascensió, contra el governants francesos de Barcelona. Descoberts, foren jutjats i condemnats a mort els religiosos Joaquim Pou i Joan Gallifa, el militar Josep Navarro i els ciutadans Salvador Aulet i Joan Massana. Foren executats a la Ciutadella el 3 de juny de 1809, al garrot els religiosos i a la forca els altres tres. Quan els francesos abandonaren la ciutat el 28 de maig de 1814, els seus cossos van ser recuperats i es van enterrar en la Capella dels Màrtirs del claustre de la Catedral de Barcelona, monumentalitzada el 1909 amb escultures d'Enric Clarasó.
L'any 1927 a la ciutat de Barcelona se li dedicà el carrer del Doctor Joaquim Pou al Barri Gòtic.
També el 1941 s'inaugurà el Monument als Herois del 1809 de Josep Llimona a la plaça Garriga i Bachs, a tocar de la Catedral, on Joaquim Pou és un dels dos sacerdots representats.